# Cot Teungoh
Cot Teungoh is een bestuurslaag in het regentschap Pidie van de provincie Atjeh, Indonesië. Cot Teungoh telt 868 inwoners (volkstelling 2010).